# یدالله دهقانی
یدالله دهقانی نماینده معمم مردم اهر در دوره اول مجلس شورای اسلامی بود. او با کسب ۷٬۲۱۹ رای برابر با ۵۳٫۲٪ کل آراءبه مجلس راه یافت.